# 청경채
청경채(靑梗菜)는 배추의 한 종류이며, 원산지는 중국 화중으로 알려져 있다. 특별한 맛이나 향은 없고 매우 연하다. 영양 성분으로는 칼륨, 비타민A, 비타민C, 칼슘 등이 함유되어 있다.

## 영양가
청경채는 물 95 %, 탄수화물 2 %, 단백질 1 %, 지방 1 % 미만으로 구성되어 있다. 100 그램에서 청경채는 13 칼로리를 공급하며 비타민 A (30 % DV), 비타민 C (54 % DV) 및 비타민 K (44 %)의 풍부한 원천 (일일 값, DV의 20 % 이상) % DV), 엽산, 비타민 B6 및 칼슘을 적당한 양 (10-17 % DV)을 제공한다.
청경채는 41 가지의 영양이 풍부한 식물성 식품 중 영양소 밀도 2 위를 차지했다.

## 같이 보기
- 가이란
- 채심